# Glitch Productions
A Glitch Productions Pty. Ltd., más néven Glitch, korábban Glitchy Boy vagy Glitchy Boy Productions egy független ausztrál számítógépes animációs stúdió, amelynek székhelye Sydneyben, Új-Dél-Walesben található. A stúdiót 2017-ben alapította Kevin Lerdwichagul producer és Luke Lerdwichagul animátor, aki az SMG4 machinima szkeccs-vígjáték websorozat alkotójaként ismert.
A Glitch arról ismert, hogy önállóan készít és finanszíroz olyan animációs websorozatokat, mint a Meta Runner, a Sunset Paradise, a Gyilkos Drónok, A Csodálatos Digitális Cirkusz és A Gázláng Negyed. A cég 2023-ban szerepelt a Forbes 30 Under 30 listáján a médiában, marketingben és reklámozásban.

## Történet

### Háttér
Luke Lerdwichagul társalapító 2009-ben kezdett el videókat készíteni. 2011. május 7-én, Luke 11 évesen elkészítette első internetes sorozatát; egy Super Mario 64-alapú machinima, amely később SMG4 néven vált ismertté (YouTube-csatornája nevének rövidítése, „SuperMarioGlitchy4”). A Super Mario 64 emulált verziójából készült felvételek felhasználásával készült sorozat eredetileg Mario és a nagyobb Mario franchise más szereplőinek kalandjaira összpontosított, amelyek gyakran az internetes mémek és a popkultúra paródiáit foglalják magukban. Túlóra után a sorozat a Garry’s Mod-ot kezdte volna használni alapként, és az eredeti karakterek prominensebb szereplőgárdája szerepelt benne.
2016 körül Luke bátyja, Kevin Lerdwichagul figyelte a csatornát és széles közönségét. Meglátta a lehetőséget, hogy vállalkozást alapítson a csatorna körül, később csatlakozott az SMG4-hez, mint főállású író és producer. Luke rendező szerepet vállalt, valamint megszólaltatta címadó írója helyettesítő karakterét. Az interjúkban a testvérek elismerték, hogy a Nintendo és más harmadik felek szerzői joggal védett karaktereit használják videóikban. Azonban mindig ügyeltek arra, hogy az ilyen karaktereket soha ne helyezzék gyűlöletkeltő vagy rágalmazó kontextusba.

### Képződés
2017. május 24-én Luke feltöltött egy rajongói e-mail videót az SMG4 csatornára, amelyben röviden megemlítette, hogy Glitchy Boy néven céget alapított az SMG4, a Hobo Bros. és a "TheAwesomeMario" YouTube-csatornák képviseletére. 2018. szeptember 5-én egy hivatalosabb bejelentési videót töltöttek fel „SMG4 Direct (HUGE CHANNEL UPDATE)” címmel, amelyben Luke és Kevin teljes körűen elmagyarázta cégük koncepcióját, amelyet most Glitch Productions névre kereszteltek át. A videó során bemutatták a Hitboxot is, egy élőszereplős sorozatot, amelyben Kevin és Luke különböző Nintendo karaktereket alakítanak.
2018. december 5-én, az SMG4 csatorna többszöri előzetesét követően, a Glitch 2019. július 25-én kiadta a Meta Runner előzetesét. A sorozatot a Screen Australia finanszírozta, és a cég legjobban teljesítő online befektetése lett, több mint 10 millió nézőt gyűjtve. az első szezonban. Az első évadot szintén a Crunchyroll és az AMD támogatásával, valamint az Epic Games-szel közösen finanszírozták. 2020. április 20-án a Screen Australia bejelentette, hogy finanszírozza a Meta Runner második évadát.

### GLITCH csatorna
2020. augusztus 27-én a Glitch hivatalosan elválasztotta az SMG4 csatornát a Glitchtől, és létrehozta a GLITCH csatornát, hogy a nem SMG4 projektjeire összpontosítson. Aznap megjelent első videói egy beharangozó videó és a Meta Runner első évada teljes film formátumban újraforgatva. Nem sokkal ezután kiadják az Ultra Jump Mania pilotját (a Meta Runner spin-off-ja, amelyet később törölték) és a Meta Runner 2. évadát. 2021. március 12-én a Glitch bemutatta a Sunset Paradise nevű SMG4 spin-offot, amelynek középpontjában Meggy Spletzer áll. A pilot 2021. március 26-án jelent meg. 2021. május 12-én a Sunset Paradise online gyártási támogatást kapott a Screen Australia-tól. 2021. október 9-én bejelentették, hogy a Glitch október 29-én kiad egy pilotot Gyilkos Drónok címmel, amelyet Liam Vickers készített, írt és rendezett. A korábbi Glitch projektek alapvetően pénzbeli veszteségből jöttek létre, de a Gyilkos drónok jelentősen felülmúlta a várakozásokat, és epizódonként több millió megtekintést kapott.
A Glitch Productions 2023. október 13-án kiadta a A csodálatos digitális cirkuszt, a Gooseworx-szel együttműködésben készült sorozat pilotját. A sorozat a történelem legnépszerűbb indie pilotja lett, és az első hónapban 100 milliós nézettséget gyűjtött össze. Ennek köszönhetően a Glitch jól ismertté válik az interneten, valamint a következő hónapokban 10 millió feliratkozót és 1 milliárd megtekintést fog kapni. 2023. szeptember 1-jén a Glitch bejelentette, hogy 2023. november 9-én megrendezik a Glitch X-et, egy indie animációs kiállítást, ahol Nick Szopko animátorral együttműködve bejelentik a közelgő The Gaslight District című műsorukat. A cég 2024. június 7-én egy Glitch Inn nevű előfizetéses szolgáltatást is kiadja, hogy segítse a programozás finanszírozását.
2024. július 5-én a Glitch elindította a FinalFinal_Project nevű árucikket, amely más műsorok finanszírozását segíti, és az Iron Circus Animation (akik a Lackadaisy animációt készitették.) volt az első partnerük.

## Vita és kritika
2024 márciusában Glitchet azzal vádolták, hogy a Meta Runnerben és az SMG4-ben szereplő Tari szinkronszínésznőjét, Celeste Notley-Smith-et érzéketlen módon kirúgta, miután Lottie Bourne-nal átdolgozták, ami a stúdió elleni vádakhoz és a rajongók zavarához vezetett. Notley-Smith a Twitteren azt írta, hogy nem értesítették szerepének átdolgozásáról. Néhány nappal később kiadott egy nyilatkozatot, amelyben kifejtette, hogy miután felfedezte, hogy átdolgozták, felkereste Luke-ot és Kevint, és megkérdezte, miért távolították el a szerepéből anélkül, hogy kapcsolatba került volna a csapattal.
A stúdiót ráadásul hosszabb munkaidővel, a volt alkalmazottak feketelistára helyezésével és zaklatással is vádolták, főként Kevin Lerdwichagul részéről; ezeket azonban azóta kétesnek bélyegezték. 2024. március 4-én Kevin a Glitch közösségi oldalain keresztül kiadott egy nyilatkozatot a vitákra vonatkozóan, megkettőzve ezzel a bocsánatkérést azon munkavállalók felé, akiknek negatív tapasztalataik voltak a céggel kapcsolatban. Kevin emellett azt állította, hogy a stúdiónak korábban problémákkal kellett szembenéznie a létszámhiány miatt, de 2023-ra nagyjából megoldották a munkavállalók körülményeit. A választ a Glitch alkalmazottainak és rajongóinak többsége elfogadta, bár néhányan továbbra is aggódtak amiatt, hogy Notley-Smith kirúgásával soha nem foglalkoztak.

## Sorozataik

### Animációs sorozatok
| Cím                            | Alkotó(k)                                | Premier dátum     | Befejezés dátum     | Jegyzés(ek) | Hivatkozás(ok) |
| ------------------------------ | ---------------------------------------- | ----------------- | ------------------- | --- | -------------- |
| SMG4                           | Luke Lerdwichagaul                       | 2011. május 8.    | TBA                 | 2017-től a Glitch gyártja.                                                                                               | [ 4 ]          |
| TheAwesomeMario                | Luke Lerdwichagaul                       | 2013. július 14.  | 2017. december 31.  | YouTube-csatorna, amely az SMG4-hez kapcsolódó rövidfilmeket és egyéb tartalmakat tartalmaz.                             |                |
| Meta Runner                    | Kevin Lerdwichagul és Luke Lerdwichagaul | 2019. július 25.  | 2022. szeptember 9. | Az első évad az SMG4 csatornára került fel, a következő két évad pedig a Glitch csatornára.                              |                |
| Sunset Paradise                | Kevin Lerdwichagul és Luke Lerdwichagaul | 2021. március 26. | 2021. július 30.    | Az SMG4 spin-off-ja. |                |
| Gyilkos Drónok                 | Liam Vickers                             | 2021. október 29. | 2024. augusztus 23. | Az első Glitch sorozat, amit nem a Lerdwichagul fivérek alkották. 2025 májusában újra megjelent az Amazon Prime Video-n. |                |
| A Csodálatos Digitális Cirkusz | Gooseworx                                | 2023. október 13. | TBA                 | 2024 októberében megjelent a Netflixen.                                                                                  | [ 24 ]         |
| A Gázláng Negyed               | Nick Szopko                              | 2025. április 18. | TBA                 | Az első Glitch sorozat, amelyet egy kanadai showrunner készített.                                                        | [ 25 ]         |

### Élőszereplős sorozatok
| Cím        | Alkotó(k)                                | Premier dátum        | Végső dátum        | Jegyzés(ek)                                                                                   |
| ---------- | ---------------------------------------- | -------------------- | ------------------ | --------------------------------------------------------------------------------------------- |
| Hobo Bros. | Kevin Lerdwichagul és Luke Lerdwichagaul | 2016. december 3.    | 2020. december 31. | Let's Play és reakciókat tartalmazó YouTube-csatorna. A csatorna határozatlan ideig szünetel. |
| Hitbox     | Kevin Lerdwichagul és Luke Lerdwichagaul | 2018. szeptember 18. | 2019. december 20. | A Glitch egyetlen élőszereplős sorozata.                                                      |

### Hamarosan megjelenő sorozatok
| Cím                  | Alkotó(k)                                     | Premier dátum | Jegyzés(ek)                                                                                   | Hivatkozás(ok) |
| -------------------- | --------------------------------------------- | ------------- | --------------------------------------------------------------------------------------------- | -------------- |
| Knights of Guinevere | Dana Terrace, John Bailey Owen és Zach Marcus | 2025          | Az első Glitch-sorozat, amely hagyományos animációt használ, a Studio Meala koprodukciójában. | [ 26 ]         |